# Czekolada (powieść)
Czekolada – powieść autorstwa Joanne Harris z 1999 roku. Na jej podstawie nakręcono film Czekolada. Kontynuacją utworu jest powieść Rubinowe czółenka.

## Zarys fabuły
Powieść opowiada o matce, Vianne Rocher przybywającej wraz z córką Anouk do miasteczka Lansquenet-sous-Tannes we Francji. W pierwszą niedzielę Wielkiego Postu kobieta otwiera tam sklep z czekoladą o nazwie La Céleste Praline, czym naraża się proboszczowi Francisowi Reynaudowi. Vianne chce urządzić dla dzieci na święta "festiwal czekolady", w czym proboszcz chce jej przeszkodzić. Sprawy się komplikują, gdy do wioski przypływają na łodzi "piraci", włóczędzy. Ich kapitanem jest Roux.